# Kamen Rider × Kamen Rider OOO & W feat. Skull: Movie Taisen Core
Kamen Rider × Kamen Rider OOO & W feat. Skull: Movie Taisen Core (仮面ライダー×仮面ライダーオーズ＆ダブル ｆｅａｔ．スカル ＭＯＶＩＥ大戦ＣＯＲＥ Kamen Raidā × Kamen Raidā Ōzu ando Daburu fīcharingu Sukaru: Mūbī Taisen Koa) là bộ phim được công chiếu năm 2010 thuộc dòng phim Kamen Rider Series, với sự xuất hiện của diễn viên và nhân vật trong Kamen Rider W và Kamen Rider OOO. Được giới thiệu lần đầu tiên vào phần cuối của phim Kamen Rider W Forever: A to Z/The Gaia Memory of Fate, phim đã được phát hành vào ngày 18 tháng 12 năm 2010. Tiêu ngữ của bộ phim là "Kamen Rider, tiến vào "tâm" của Trái Đất." (仮面ライダー、地球の中心「核」（コア）へ。 Kamen Raidā, chikyū no chūshin koa e). Diễn viên Yamamoto Taro là diễn viên khách mới với vai trò chiến hữu cũ của Narumi Sokichi (Kikkawa Koji tiếp tục thể hiện vai diễn của mình). Cả Kikkawa và Ohguro Maki đã ghi âm bài hát "HEART∞BREAKER" dưới tên nhóm nhạc "DaiKichi" (DaiKichi～大吉～). Nhân vật Kamen Rider Birth xuất hiện lần đầu trong phim này.
Trong tuần đầu tiên công chiếu, Movie Taisen Core chiếm vị trí đầu tiên ở các phòng vé Nhật Bản, đẩy Harry Potter và Bảo bối Tử thần: Phần 1 xuống vị trí thứ 2.

## Cốt truyện
Như Kamen Rider × Kamen Rider W & Decade: Movie Taisen 2010, Movie Taisen Core được chia thành 3 phần. Phần Kamen Rider W được viết bởi Riku Sanjo, có tên là Kamen Rider Skull: Message for Double (仮面ライダースカル　メッセージforダブル Kamen Raidā Sukaru: Messēji fō Daburu). Câu chuyện xoay quanh Terui Ryu chuẩn bị đám cưới với Narumi Akiko. Tuy nhiên, Hidari Shotaro và Philip đã bị phân tâm bởi sự hiện diện của Pteranodon Yummy (プテラノドンヤミー Puteranodon Yamī) kẻ đã có Gaia Memory Memory bằng cách nào đó. Pteranodon Yummy đã sử dụng sức mạnh đó để tiết lộ cho Shotaro và Philip làm sao mà ông chủ của Shotaro Sokichi Narumi trở thành Kamen Rider Skull với sự giúp đỡ của Shroud, cùng với trận chiến vớu Spider Dopant (スパイダー・ドーパント Supaidā Dōpanto) và Eren Komori kẻ đã biến thành Bat Dopant (バット・ドーパント Batto Dōpanto). Cả hai Dopant đều dự trên hai quái nhân (Tri Chu Nam (蜘蛛男 Kumo Otoko) và Biển Bức Nam (蝙蝠男 Kōmori Otoko)) từ loạt phim truyền hình Kamen Rider gốc.
Phần Kamen Rider OOO được viết bởi Inoue Toshiki, có tựa là Kamen Rider OOO: Dục vọng của Nobunaga (仮面ライダーオーズ ノブナガの欲望 Kamen Raidā Ōzu Nobunaga no Yokubō). Kougami Foundation đã phát hiện ra xác ướp còn sót lại của Oda Nobunaga và tạo ra người lùn dựa trên Cell Medal trong trí nhớ của ông. Được mệnh danh là Nobunaga (ノブナガ), Kougami Foundation đã trao ông ta cho Hino Eiji chăm sóc. Tuy nhiên, xuất hiện một lỗi trong phần mềm máy tính được dùng để hồi sinh ông ta khiến Nobunaga tìm cách chinh phục Nhật Bản, bằng sức mạnh của 3 Core Medal mà Maku Kiyoto trao cho ông ta và biến thành hình dạng tương tự như Greeed. Eiji phải cản Nobunaga lại trước khi quá muộn.
Trong phần cuối của phim có tên là Movie Taisen Core (MOVIE大戦CORE Mūbī Taisen Koa), Kamen Rider Core, là một quái vật dung nham dựa trên trí nhớ của tất cả các Kamen Rider trong quá khứ. Kamen Riders Double và OOO phải đánh bại Core trước khi Trái Đất bị huỷ diệt.

## Kamen Rider Core
Kamen Rider Core (仮面ライダーコア Kamen Raidā Koa) là nhân vật phản diện chính trong phần cuối phim, là Kamen Rider tà ác đầu tiên được tạo ra hoàn toàn bằng kĩ thuật vi tính. Kamen Rider Core là một quái vật dung nham khổng lồ được tạo ra từ 3 Core Medal đen (Sasori Medal (サソリメダル Sasori Medaru), Kani Medal (カニメダル Kani Medaru), và Ebi Medal (エビメダル Ebi Medaru)) cùng với Memory Memory (メモリーメモリ gaia Memori), chứa trí nhớ của tất cả Kamen Rider trong quá khứ và chính Gaia Memory; hắn có sức mạnh của tâm Trái Đất. Vì thế, Kamen Rider Core có thể đốt cháy mọi thứ qua tiếp xúc vật lý hay bằng sức mạnh pyrokinetic bắn ra một chùm tia từ miệng đủ mạnh để thiêu huỷ cả 1 thành phố. Kamen Rider Core cũng có thể biến nữa thân dưới của mình thành xe môtô có tên Hình thái Bike (バイク形態 Baiku Keitai).

## Diễn viên
Diễn viên trong W
- Hidari Shotaro (左 翔太郎 Hidari Shōtarō?): Kiriyama Renn (桐山 漣 Kiriyama Ren?)
- Philip (フィリップ Firippu?): Suda Masaki (菅田 将暉 Suda Masaki?)
- Narumi Akiko (鳴海 亜樹子 Narumi Akiko?), Melissa (メリッサ Merissa?): Yamamoto Hikaru (山本 ひかる Yamamoto Hikaru?)[9]
- Terui Ryu (照井 竜 Terui Ryū?): Kinomoto Minehiro (木ノ本 嶺浩 Kinomoto Minehiro?)
- Jinno Mikio (刃野 幹夫 Jinno Mikio?): Nadagi Takeshi (なだぎ 武 Nadagi Takeshi?)
- Makura Shun (真倉 俊 Makura Shun?): Nakagawa Shingo (中川 真吾 Nakagawa Shingo?)
- Watcherman (ウォッチャマン Wotchaman?): Nasubi (なすび?)
- Santa-chan (サンタちゃん Santachan?): Fukkin Zennosuke (腹筋 善之介 Fukkin Zennosuke?)
- Queen (クイーン Kuīn?): Itano Tomomi (板野 友美 Itano Tomomi?, AKB48)
- Elizabeth (エリザベス Erizabesu?): Kasai Tomomi (河西 智美 Kasai Tomomi?, AKB48)
- Narumi Sokichi (鳴海 荘吉 Narumi Sōkichi?): Kikkawa Koji (吉川 晃司 Kikkawa Kōji?)
- Shroud (シュラウド Shuraudo?, Lồng tiếng): Kouda Naoko (幸田 直子 Kōda Naoko?)
- Matsu (Matsui Seiichiro) (マツ（松井 誠一郎） Matsu (Matsui Seiichirō)?): Yamamoto Taro (山本 太郎 Yamamoto Tarō?)[9]
- Sam (Bito Isamu) (サム（尾藤 勇） Samu (Bitō Isamu)?): Ozawa Kazuyoshi (小沢 和義 Ozawa Kazuyoshi?)
- Stone (ストーン Sutōn?): Tsubuyaki Shiro (つぶやき シロー Tsubuyaki Shirō?)[10][11]
- Komori Eren (小森 絵蓮 Komori Eren?): Kadena Reon (かでな れおん Kadena Reon?)[9]
- Yaguchi Kozo (矢口 孝三 Yaguchi Kōzō?): Satoi Kenta (佐戸井 けん太 Satoi Kenta?)
- Vợ Yaguchi (矢口の妻 Yaguchi no Tsuma?): Nakano Wakana (中野 若菜 Nakano Wakana?)
- Narumi Akiko (trẻ) (鳴海 亜樹子（幼少期） Narumi Akiko (Yōshōki)?): Ueda Saho (上田 紗帆 Ueda Saho?)
- Hidari Shotaro (trẻ) (左 翔太郎（幼少期） Hidari Shōtarō (Yōshōki)?): Kakazu Issei (嘉数 一星 Kakazu Issei?)
- Tsumura Marina (trẻ) (津村 真里奈（幼少期） Tsumura Marina (Yōshōki)?): Yagi Emiri (八木 瑛美莉 Yagi Emiri?)
- Giọng Gaia Memory (ガイアメモリ音声 Gaia Memori Onsei?): Tachiki Fumihiko (立木 文彦 Tachiki Fumihiko?)

Diễn viên trong OOO
- Hino Eiji (火野 映司 Hino Eiji?): Watanabe Shu (渡部 秀 Watanabe Shū?)
- Ankh (アンク Anku?): Miura Ryosuke (三浦 涼介 Miura Ryōsuke?)
- Izumi Hina (泉 比奈 Izumi Hina?): Takada Riho (高田 里穂 Takada Riho?)
- Kougami Kousei (鴻上 光生 Kōgami Kōsei?): Ukaji Takashi (宇梶 剛士 Ukaji Takashi?)
- Goto Shintaro (後藤 慎太郎 Gotō Shintarō?): Kimijima Asaya (君嶋 麻耶 Kimijima Asaya?)
- Satonaka Erika (里中 エリカ Satonaka Erika?): Arisue Mayuko (有末 麻祐子 Arisue Mayuko?)
- Maki Kiyoto (真木 清人 Maki Kiyoto?): Kamio Yu (神尾 佑 Kamio Yū?)
- Shiraishi Chiyoko (白石 千世子 Shiraishi Chiyoko?): Kai Marie (甲斐 まり恵 Kai Marie?)
- Uva (ウヴァ? Lồng tiếng): Yamada Yūsuke (山田 悠介 Yamada Yūsuke?)
- Kazari (カザリ? Lồng tiếng): Hashimoto Taito (橋本 汰斗 Hashimoto Taito?)
- Gamel (ガメル Gameru?, Lồng tiếng): Matsumoto Hiroyuki (松本 博之 Matsumoto Hiroyuki?)
- Mezool (メズール Mezūru?, Lồng tiếng): Yukana (ゆかな?)
- Nobunaga (ノブナガ?): Ohkuchi Kengo (大口 兼悟 Ōkuchi Kengo?)[9]
- Akechi Yoshino (明智 よしの Akechi Yoshino?): Sayako (彩也子?)[9]
- Pteranodon Yummy (Đực) (プテラノドンヤミー（雄） Puteranodon Yamī (Osu)?, Lồng tiếng): Yoshimitsu Shimoyama (下山 吉光 Shimoyama Yoshimitsu?)
- Pteranodon Yummy (Cái) (プテラノドンヤミー（雌） Puteranodon Yamī (Mesu)?, Lồng tiếng): Michizoe Ami (道添 愛美 Michizoe Ami?)
- Khải Võ Giả Quaí Nhân (鎧武者怪人 Yoroi Musha Kaijin?, Lồng tiếng): Sakai Keikō (酒井 敬幸 Sakai Keikō?)
- "Greeed Khủng Long" (恐竜グリード Kyōryū Gurīdo?, Lồng tiếng): Hamada Kenji (浜田 賢二 Hamada Kenji?)[Ghi chú 1]
- Giọng O Scanner (オースキャナー音声 Ōsukyanā Onsei?): Kushida Akira (串田 アキラ Kushida Akira?)
- Giọng Birth Driver (バースドライバー音声 Bāsu Doraibā Onsei?): Nakata Jōji (中田 譲治 Nakata Jōji?)
- Chủ tịch của Future Soft (フューチャーソフト社長 Fyūchā Sofuto Shachō?): Itō Masayuki (伊藤 正之 Itō Masayuki?)
- Nhân viên của Future Soft (フューチャーソフト社員 Fyūchā Sofuto Shain?): Ogawa Teruaki (小川 輝晃 Ogawa Teruaki?)
- Gen-san (源さん?): Ise Kōji (伊勢 浩二 Ise Kōji?)
- Naomi (直美?): Motohashi Yuka (本橋 由香 Motohashi Yuka?)
- Giám đốc CM (CM監督 Shī Emu Kantoku?): Morota Satoshi (諸田 敏 Morota Satoshi?)

Diễn viên trong Movie Taisen
- Kamen Rider Core (仮面ライダーコア Kamen Raidā Koa?, Lồng tiếng): Tachiki Fumihiko (立木 文彦 Tachiki Fumihiko?)[12]

### Diễn viên phục trang
- Kamen Rider Double, Kamen Rider OOO: Takaiwa Seiji (高岩 成二 Takaiwa Seiji?)
- Kamen Rider Skull, Kamen Rider Accel, Ankh, Kamen Rider Birth: Eitoku (永徳?)
- Shroud: Ono Yūki (小野 友紀 Ono Yūki?)
- Uva: Okada Kazuya (岡田 和也 Okada Kazuya?)
- Kazari, Khải Võ Giả Quaí Nhân, Kamen Rider Double: Watanabe Jun (渡辺 淳 Watanabe Jun?)
- Gamel, Spider Dopant, Pteranodon Yummy (Đực): Takada Masashi (高田 将司 Takada Masashi?)
- Mezool, Pteranodon Yummy (Cái): Fujita Satoshi (藤田 慧 Fujita Satoshi?)
- Bat Dopant: Nakamura Hiroaki (中村 博亮 Nakamura Hiroaki?)

## Bài hát chủ đề
- "HEART∞BREAKER"[4]
  - Lời & Cải biên: Maki Ohguro
  - Sáng tác: Koji Kikkawa
  - Thể hiện: DaiKichi (Daikichi～大吉～?)

Daikichi là một nhóm nhạc bao gồm Koji Kikkawa và Maki Ohguro đặt tên theo hán tự đầu tiên trong tên lót của họ. Có thể tạm dịch là "Đại Cát". Nhóm nhạc ban đầu được đặt tên là "Kikkawa Koji × Ohguro Maki" (吉川晃司×大黒摩季 Kikkawa Kōji × Ōguro Maki?).[13] The single is scheduled for release on ngày 15 tháng 12 năm 2010.

Soundtrack của phim đã được phát jamj2 vào ngày 15 tháng 12 năm 2010. Soundtrack cũng bao gồm một track có tên "Finally", hát bởi diễn viên Yamamoto Hikaru. Bài hát đã được viết và biên tập bởi Fujibayashi Shoko, và sáng tác bởi Shuhei Naruse. Bài hát này xuất hiện trong phần Kamen Rider Skull: Message for Double.